# Saidie Patterson
Sarah „Saidie“ Patterson MBE  (* 25. November 1904 in Belfast; † 16. Januar 1985 ebenda) war eine nordirische Friedensaktivistin, Gewerkschafterin und Politikerin (Northern Ireland Labour Party).

## Leben

### Anfänge als Gewerkschafterin
Patterson kam 1904 in der 32 Woodvale Street in Belfast als ältestes von drei Kindern des in einer Werft arbeitenden Schmiedes William Patterson und der Weberin Sarah Patterson, geborene Moore, zur Welt. Beide gehörten zur Unterschicht, waren gläubige Methodisten und erzogen ihre Tochter ebenfalls in dieser Tradition. 1912 starb ihr Vater, woraufhin ihre Mutter den ebenfalls verwitweten Thomas Gracey heiratete, der kurz darauf an einem Nervenleiden erkrankte. Aus der Ehe ihrer Mutter mit Gracey entstammten fünf Halbgeschwister. Zunächst besuchte sie die Woodvale National School und half ihrer Mutter in den Abendstunden bei der Anfertigung von Textilarbeiten, um die Familie über Wasser zu halten. Im Dezember 1918 starb auch ihre Mutter, als sie ein weiteres Geschwisterkind gebar, sich aber die Kosten für medizinische Begleitung nicht leisten konnte.
Danach musste Patterson die Schule verlassen und eine Anstellung in einer Leinenweberei von William Ewart & Sons an der Crumlin Road annehmen. Dort arbeitete sie in Vollzeit, konnte aber durch ihre Fertigkeiten im Weben und ihrem Bestreben für mehr soziale Gerechtigkeit und bessere Arbeitsumstände schnell die Rolle einer Art Anführerin unter den Fabrikarbeiterinnen übernehmen. Ab 1922 engagierte sich Patterson in der Belfast Girls’ Club Union, eine Vereinigung, die jungen Arbeiterinnen durch verschiedene Bildungs- und Freizeitangebote zu einem besseren Leben verhelfen wollte. In den 1930ern beteiligte sie sich an den in Belfast vonstatten gehenden Kampagnen gegen Arbeitslosigkeit und gab bei sich zuhause Kurse für Frauen über die Erkennung und Behebung sozialer Missstände.
Ihre Sorge um die Lebens- und Arbeitsumstände der Arbeiterinnen spiegelte sich bald auch politisch wider. Ende der 1930er wurde sie von Ernest Bevin und Robert Getgood als Organisatorin der Belfaster Sektion der Amalgamated Transport and General Workers’ Union angeworben, 1938 trat sie zudem der Northern Ireland Labour Party (NILP) bei. In den nächsten Monaten leitete Patterson als Gewerkschafterin zunächst eine Rekrutierungskampagne von neuen Mitgliedern unter der Belegschaft ihrer Leinenweberei und organisierte Anfang 1940 unter den Fabrikarbeitern einen siebenwöchigen Generalstreik. Nach außen trat sie als Sprecherin der streikenden Arbeiterinnen auf. Wenngleich der Streik seine eigentlichen Ziele zunächst verfehlte, gilt er als bahnbrechend für die Entwicklung des gewerkschaftlichen Einflusses auf die Lohn- und Personalpolitik der nordirischen Fabriken.

### Gewerkschaftsfunktionärin und Politikerin
Ab 1940 wurde Patterson von der Gewerkschaft fest angestellt und war in den nächsten zwanzig Jahren für die Gewerkschaftsarbeit in den Belfaster Textilfabriken zuständig. Besonders widmete sich Patterson dem Wohl der Arbeiterinnen. Sie beteiligte sich daneben auch am Irish Trade Union Congress. Für die nordirische Parlamentswahl 1945 organisierte sie für die NILP den erfolgreichen Wahlkampf von Robert Getgood. Spätestens nach der Wahlniederlage der NILP vier Jahre später übernahm sie auch in der Partei eine Führungsrolle und war eine der wichtigsten Stimmen für eine inhaltliche Neuausrichtung. 1950 war sie Schatzmeisterin und 1956 als erste Frau Vorsitzende ihrer Partei. Patterson proklamierte eine Beilegung des Nordirlandkonfliktes durch die Versöhnung der Gesellschaft und eine Reform des politischen Systems hin zu einem demokratischen Sozialismus, hatte damit aber in der Wählerschaft wenig Erfolg.
Auch darüber hinaus setzte sie sich für eine Versöhnung von Protestanten und Katholiken ein, während sie als Gewerkschafterin der nordirischen Politik auch fehlende Reformen im Bereich der Sozial- und Gesundheitspolitik ankreidete. Besonders in späteren Jahren betonte sie auch die Notwendigkeit zur Kooperation zwischen Arbeiterschaft und Arbeitgebern. Nach wie vor war Patterson eine streng gläubige Methodistin, glaubte an die Möglichkeit eines christlichen Sozialismus und beteiligte sich ab 1946 auch an der Kampagne Moralische Aufrüstung (Moral Re-Armament). 1960 ging Patterson als Gewerkschafterin in den Ruhestand.

### Friedensaktivistin in den 1970ern
Auch danach engagierte sich Patterson für die Moralische Aufrüstung und betätigte sich wieder stärker in der Belfast Girls’ Club Union. Als sich der Nordirlandkonflikt in den 1970ern in einer neuen Gewaltspirale befand, wurde Patterson ein führendes Mitglied von Women Together. Die interreligiöse Organisation aus der Arbeiterschaft setzte sich für eine Versöhnung der Gesellschaft ein und leistete Trauerarbeit in den Familien von Opfern des Nordirlandkonfliktes. Sie selbst stand von 1973 bis 1976 der Organisation Women Together als Vorsitzende vor und wurde danach ehrenhalber zur Vizepräsidentin auf Lebenszeit ernannt.
Mehrfach beteiligte sich Patterson auch aktiv an den Belfaster Friedensmärschen des Peace People Movement. Einen ersten Marsch 1976 versuchte sie aus Sorge vor Ausschreitungen noch zu verhindern, überzeugte aber später eigenhändig die Bevölkerung, von Provokationen abzusehen. Am Ende trat sie auf dem Marsch selbst vor 30.000 Menschen als Rednerin in Erscheinung. Zwei Monate später wurde sie bei einem Angriff der Provisional Irish Republican Army auf einen weiteren Friedensmarsch verletzt. 1977 erhielt sie für ihre Arbeit den Methodistischen Friedenspreis. Nur Stunden nach der Bekanntgabe wurde ihr Großneffe in Belfast erschossen.

### Letzte Lebensjahre und Tod

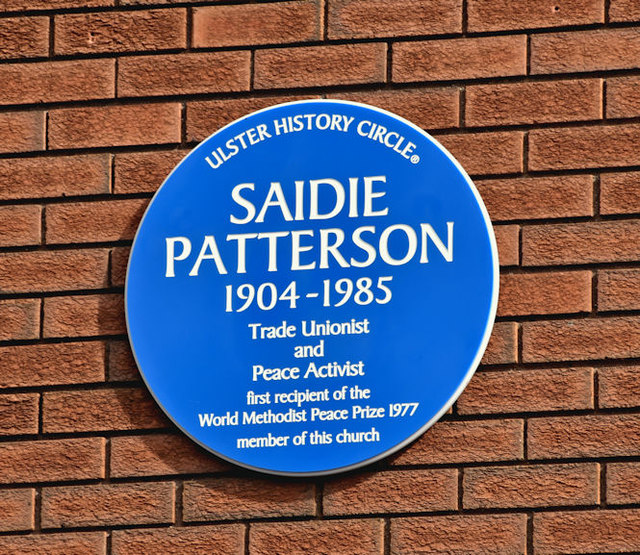
Gedenktafel für Saidie Patterson (2018)

Trotz einer Arthritiserkrankung nahm Patterson auch nach 1976 noch an Friedensaktivitäten teil. So hielt sie zum Beispiel während des Irlandbesuchs von Papst Johannes Paul II. bei einer öffentlichen Gebetswache in der St. Patrick’s Cathedral in Dublin eine Friedensansprache. Bis zuletzt lebte sie unverheiratet und kinderlos in ihrem Geburtshaus in Belfast. Am 16. Januar 1985 starb sie im Alter von 80 Jahren im Belfaster Royal Victoria Hospital. 2018 wurde auf Bestreben des Ulster History Circle an der Kirche von Pattersons methodistischer Gemeinde in Shankill eine Gedenktafel für sie enthüllt.

## Auszeichnungen
- 1953: Member of the Order of the British Empire[1]
- 1977: Methodistischer Friedenspreis[1]
- 1977: Ehren-Master-of-Arts der Open University[1]